# Капела (грађевина)
Капела (од лат. cappa – „огртач”) је мања црквена грађевина у којој се обично не обавља евхаристија, или се врши само са посебним одобрењем. Капела може бити део веће грађевине или комплекса (цркве, палате, школе, универзитета, болнице, касарне итд.), а може бити и слободностојећа грађевина.
Реч капела изведена је из назива једне реликвије Св. Мартина из Тура. Према легенди, Св. Мартин, док је још био војник, преполовио је свој војнички огртач како би део дао просјаку, а од остатка је направио покривач за рамена (лат. capella). Просјак је у ствари био прерушени Христос. Мартин се преобратио, постао је монах, а затим опат и бискуп. Његов огртач је дошао у посед франачких краљева и они су га чували као реликвију. Шатор у којем се реликвија чувала током битака назван је capella, а свештеник који је ту служио мису capellani.,
Капеле су у раном средњем веку обично биле део палата или већих цркава. У романичкој (тзв. ходочасничке цркве: Сантјаго де Компостела, XII век; Свети Сернен у Тулузи, око 1080. итд.) и готичкој архитектури (опатија Сен Дени код Париза, 1140–144; катедрала у Амијену, XIII век, итд.) увећава се број капела уз бочне бродове и апсиде цркве, а тај се процес подудара са развојем култа реликвија, интересовањем за ходочашћа и развојем приватне побожности. Капеле су често радијално распоређене, у облику венца, око полигоналне или полукружне апсиде, односно деамбулаторијума. Венац капела се најчешће јавља као саставни део развијеног типа олтарске апсиде (франц. chevet): дуж спољне стране апсиде подигнут је деамбулаторијум, ходник који је пролазима повезан са апсидом, а из деамбулаторијума се улази у капеле које су зракасто распоређене дуж његовог спољног зида. У капелама се налазе споредни олтари посвећени светитељима чије се реликвије чувају у цркви или заштитницима утицајних појединаца, племићких породица или еснафа који су финансирали изградњу и украшавање капеле. Капеле, у облику полукружних или полигоналних апсидиола, обично су ниже од главне апсиде, што распоред маса у екстеријеру чини динамичнијим, појачавајући утисак ступњевитог вертикалног раста грађевине.
Као мањи самостални хришћански објекти, капеле су се рашириле у доба ренесансе и барока. 
Посебни тип су двојне капеле, са два спрата, које су честе у палатама и замковима, нпр. Сен Шапел у Паризу..